# Robert Biwott
Robert Kiptoo Biwott (né le 28 janvier 1996) est un athlète kényan, spécialiste des courses de demi-fond.

## Biographie
Il se révèle lors de la saison 2013 en réalisant le doublé 800 m / 1 500 m lors des Championnats d'Afrique cadets, à Warri au Nigeria, puis en devenant champion du monde cadet du 1 500 m à Donetsk, en Ukraine.
En mai 2014, Robert Biwott remporte le 800 m du meeting Ligue de diamant du Shanghai Golden Grand Prix en portant son record personnel à 1 min 44 s 69.
Il porte son record personnel sur 800 m à 1 min 43 s 56 en juillet 2015 à Barcelone.

### Palmarès
| Date | Compétition                  | Lieu             | Résultat | Épreuve | Temps         |
| ---- | ---------------------------- | ---------------- | -------- | ------- | ------------- |
| 2013 | Championnats du monde cadets | Donetsk          | 1er      | 1 500 m | 3 min 36 s 77 |
| 2015 | Ligue de diamant             | Ligue de diamant | 4e       | 1 500 m | détails       |
| 2016 | Ligue de diamant             | Ligue de diamant | 5e       | 1 500 m | détails       |

### Records
| Épreuve | Performance   | Lieu      | Date            |
| ------- | ------------- | --------- | --------------- |
| 800 m   | 1 min 43 s 56 | Barcelone | 8 juillet 2015  |
| 1 500 m | 3 min 30 s 10 | Monaco    | 17 juillet 2015 |